# McLaren MP4-23
La McLaren MP4-23 è una monoposto di Formula 1, costruita dalla McLaren per partecipare al Campionato mondiale di Formula 1 2008. 

## Contesto

### Piloti

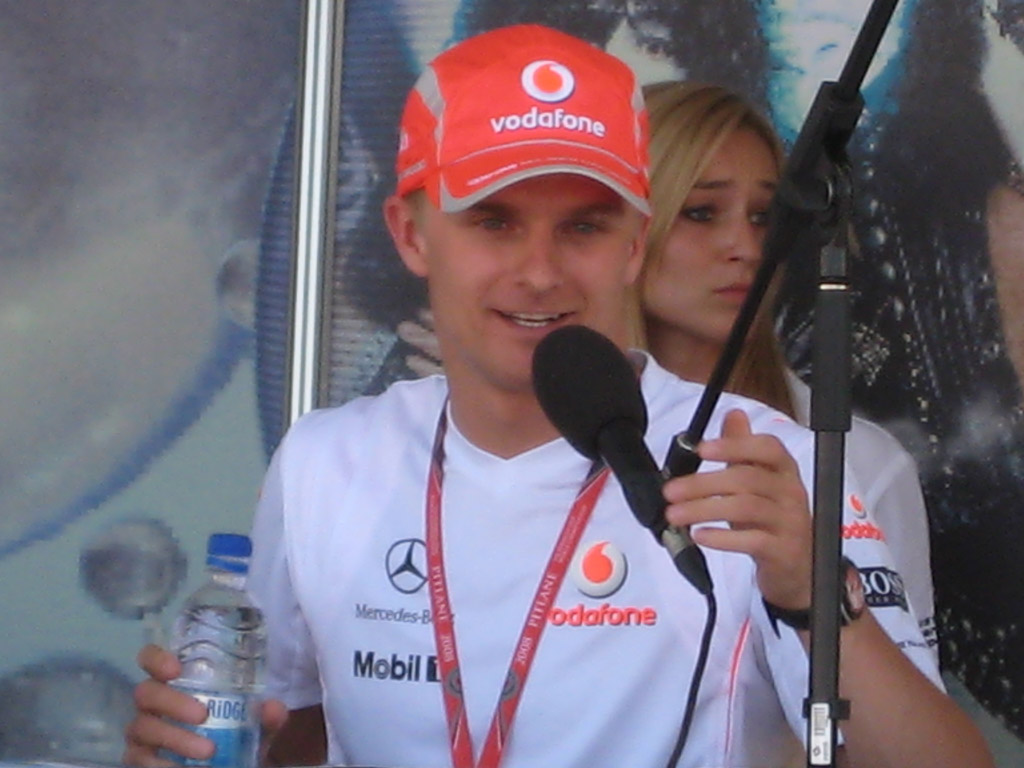
Il finlandese Heikki Kovalainen, proveniente dalla Renault, viene chiamato in McLaren a sostituire Fernando Alonso

Per il secondo anno consecutivo, l'inglese Lewis Hamilton, vicecampione del mondo uscente, viene riconfermato dalla McLaren come prima guida. A seguito del clamoroso scandalo della Spy Story e di alcuni diverbi con il dirigente Ron Dennis, lo spagnolo Fernando Alonso non viene invece riconfermato per il 2008, lasciando dunque la McLaren dopo solo una stagione per fare ritorno in Renault. Al suo posto viene ingaggiato il finlandese Heikki Kovalainen, proveniente proprio dal team francese, mentre vengono confermati come piloti di riserva lo spagnolo Pedro de la Rosa e l'inglese Gary Paffett.

## Caratteristiche tecniche

### Telaio e aerodinamica

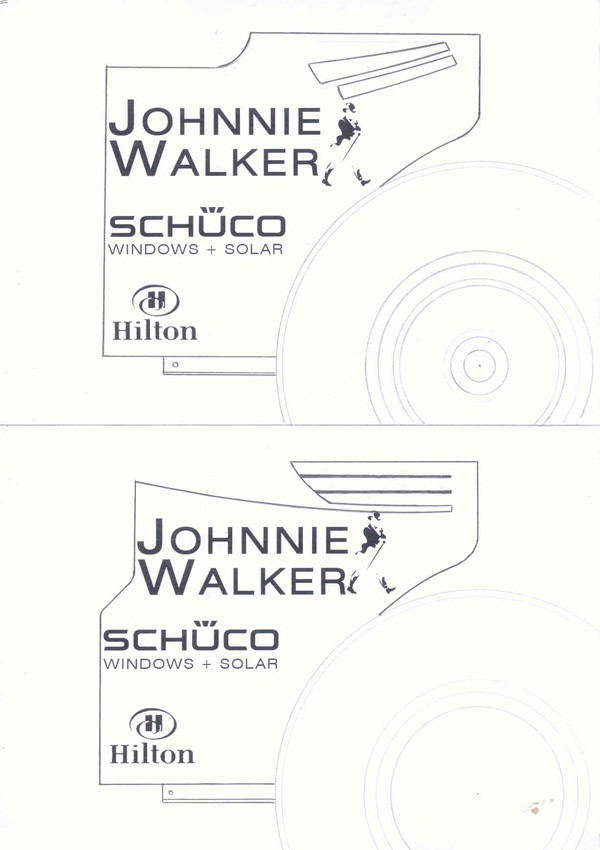
Differenza tra l'alettone della MP4-22 e quello della MP4-23

A causa del già citato scandalo di spionaggio che ha coinvolto il team di Woking e la Ferrari, la FIA ha supervisionato la progettazione della MP4-23 in modo che la McLaren non traesse vantaggio dalle informazioni acquisite. Tuttavia la vettura non differenzia molto dalla sua antenata, ma presenta un passo più lungo mentre spariscono dai lati dell'airscope le due appendici aerodinamiche e l'alettone posteriore viene rivisto nel profilo e nellendplate. Viene aggiornata anche l'ala anteriore con l'aggiunta di un flap supplementare e due profili alari sopra il muso; le pance sono invece corte, alte e scavate nella parte inferiore con imbocco triangolare; nella parte superiore esterna delle fiancate, dietro alle pinne longitudinali che si protraggono fino all'ingresso delle fiancate, ci sono gli sfoghi dell'aria calda a ciminiera incurvata verso l'esterno. Infine le protezioni a fianco della testa del pilota sono più alte come da regolamento. Nella sessione di test prima del Gran Premio di Germania viene portata in pista una MP4-23 con la "pinna di squalo" sul cofano motore, soluzione già provata da Red Bull e Renault, ma accantonata successivamente dalla McLaren.

### Meccanica
Anche per questa stagione, la quattordicesima di fila, la Mercedes fornisce i motori alla McLaren: la specifica 2008, denominata FO108V è per regolamento un 8 cilindri a V con angolo di bancata a 90°, di cilindrata 2398cc e regime massimo consentito di 19.000 giri/minuto; il peso è il minimo consentito dalla FIA (95 kg) e la potenza è stimata in circa 765 CV (544 KW), mentre la parte elettronica (compresa l'iniezione) è quella standard omologata FIA.
A causa del passo allungato, la McLaren porta al debutto una nuova trasmissione che rimane comunque semi-automatica con comando sequenziale e 7 rapporti + retromarcia.

## Livrea e sponsor

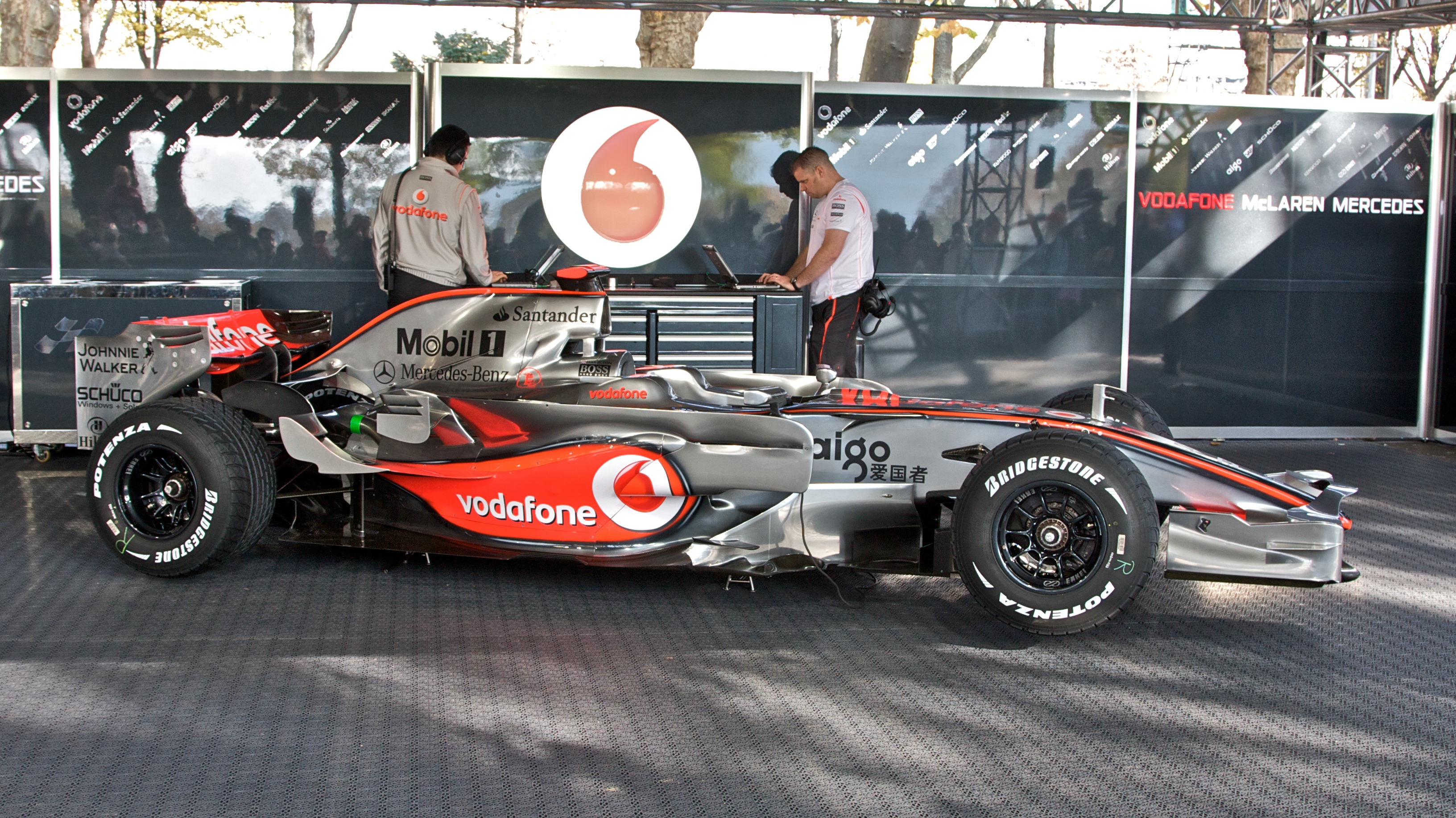
Vista laterale della McLaren MP4-23: rispetto alla passata stagione la livrea rimane praticamente immutata

Anche la livrea non differenzia molto da quella della McLaren MP4-22: il grigio resta il colore primario, mentre il rosso, insieme al main sponsor Vodafone, capeggiano su entrambe le ali, sulle pance laterali, sopra la scocca e sulle bocche laterali. sopra le pance, su entrambi i lati, viene inoltre posizionato il logo del team. Gli altri sponsor sono: Johnnie Walker, SAP, Aigo, Banco Santander, Bridgestone e Mercedes-Benz.

## Scheda tecnica
| Caratteristiche tecniche - McLaren MP4-23                | Caratteristiche tecniche - McLaren MP4-23                 | Caratteristiche tecniche - McLaren MP4-23                 | Caratteristiche tecniche - McLaren MP4-23                                                    | Caratteristiche tecniche - McLaren MP4-23                                                    | Caratteristiche tecniche - McLaren MP4-23                                                    |
| -------------------------------------------------------- | --------------------------------------------------------- | --------------------------------------------------------- | -------------------------------------------------------------------------------------------- | -------------------------------------------------------------------------------------------- | -------------------------------------------------------------------------------------------- |
|                                                          |                                                           |                                                           |                                                                                              |                                                                                              |                                                                                              |
| Configurazione                                           |                                                           |                                                           |                                                                                              |                                                                                              |                                                                                              |
| Carrozzeria: monoposto                                   | Carrozzeria: monoposto                                    | Posizione motore: posteriore                              | Posizione motore: posteriore                                                                 | Trazione: posteriore                                                                         | Trazione: posteriore                                                                         |
| Dimensioni e pesi                                        |                                                           |                                                           |                                                                                              |                                                                                              |                                                                                              |
| Ingombri (lungh.×largh.×alt. in mm): 4775 × 1795 × 1100  | Ingombri (lungh.×largh.×alt. in mm): 4775 × 1795 × 1100   | Ingombri (lungh.×largh.×alt. in mm): 4775 × 1795 × 1100   | Ingombri (lungh.×largh.×alt. in mm): 4775 × 1795 × 1100                                      | Diametro minimo sterzata:                                                                    | Diametro minimo sterzata:                                                                    |
| Interasse: 3188 mm                                       | Interasse: 3188 mm                                        | Carreggiate: anteriore ? - posteriore ? mm                | Carreggiate: anteriore ? - posteriore ? mm                                                   | Altezza minima da terra:                                                                     | Altezza minima da terra:                                                                     |
| Posti totali: 1                                          | Posti totali: 1                                           | Bagagliaio: assente                                       | Bagagliaio: assente                                                                          | Serbatoio:                                                                                   | Serbatoio:                                                                                   |
| Masse                                                    | / in ordine di marcia: 600 kg                             | / in ordine di marcia: 600 kg                             | / in ordine di marcia: 600 kg                                                                | / in ordine di marcia: 600 kg                                                                | / in ordine di marcia: 600 kg                                                                |
| Meccanica                                                |                                                           |                                                           |                                                                                              |                                                                                              |                                                                                              |
| Tipo motore: Mercedes-Benz FO108V, 2.4 V8 90°            | Tipo motore: Mercedes-Benz FO108V, 2.4 V8 90°             | Tipo motore: Mercedes-Benz FO108V, 2.4 V8 90°             | Cilindrata: 2398 cm³                                                                         | Cilindrata: 2398 cm³                                                                         | Cilindrata: 2398 cm³                                                                         |
| Distribuzione:                                           | Distribuzione:                                            | Distribuzione:                                            | Alimentazione: 500 bar-diretta (1 iniettore per cilindro)                                    | Alimentazione: 500 bar-diretta (1 iniettore per cilindro)                                    | Alimentazione: 500 bar-diretta (1 iniettore per cilindro)                                    |
| Prestazioni motore                                       | Potenza: 765 CV (544 KW) / Coppia: N·m                    | Potenza: 765 CV (544 KW) / Coppia: N·m                    | Potenza: 765 CV (544 KW) / Coppia: N·m                                                       | Potenza: 765 CV (544 KW) / Coppia: N·m                                                       | Potenza: 765 CV (544 KW) / Coppia: N·m                                                       |
| Accensione: elettronica McLaren Electronic Systems (MES) | Accensione: elettronica McLaren Electronic Systems (MES)  | Accensione: elettronica McLaren Electronic Systems (MES)  | Impianto elettrico: McLaren Electronic Systems (MES)                                         | Impianto elettrico: McLaren Electronic Systems (MES)                                         | Impianto elettrico: McLaren Electronic Systems (MES)                                         |
| Frizione:                                                | Frizione:                                                 | Frizione:                                                 | Cambio: longitudinale McLaren, 7 marce + retromarcia, con comando semiautomatico sequenziale | Cambio: longitudinale McLaren, 7 marce + retromarcia, con comando semiautomatico sequenziale | Cambio: longitudinale McLaren, 7 marce + retromarcia, con comando semiautomatico sequenziale |
| Telaio                                                   |                                                           |                                                           |                                                                                              |                                                                                              |                                                                                              |
| Corpo vettura                                            | in materiale composito a nido d'ape con fibra di carbonio | in materiale composito a nido d'ape con fibra di carbonio | in materiale composito a nido d'ape con fibra di carbonio                                    | in materiale composito a nido d'ape con fibra di carbonio                                    | in materiale composito a nido d'ape con fibra di carbonio                                    |
| Sospensioni                                              | anteriori: push-rod / posteriori: pull rod                | anteriori: push-rod / posteriori: pull rod                | anteriori: push-rod / posteriori: pull rod                                                   | anteriori: push-rod / posteriori: pull rod                                                   | anteriori: push-rod / posteriori: pull rod                                                   |
| Pneumatici                                               | Bridgestone / Cerchi: 13 in                               | Bridgestone / Cerchi: 13 in                               | Bridgestone / Cerchi: 13 in                                                                  | Bridgestone / Cerchi: 13 in                                                                  | Bridgestone / Cerchi: 13 in                                                                  |
| Prestazioni dichiarate                                   |                                                           |                                                           |                                                                                              |                                                                                              |                                                                                              |
| Velocità: > 375 kph km/h                                 | Velocità: > 375 kph km/h                                  | Velocità: > 375 kph km/h                                  | Accelerazione: 0/100 in 1.7 secondi                                                          | Accelerazione: 0/100 in 1.7 secondi                                                          | Accelerazione: 0/100 in 1.7 secondi                                                          |

## Piloti
| Piloti ufficiali       | Piloti ufficiali  | Piloti ufficiali |
| Nazione                | Nome              | Numero           |
| ---------------------- | ----------------- | ---------------- |
| Regno Unito (bandiera) | Lewis Hamilton    | 22               |
| Finlandia (bandiera)   | Heikki Kovalainen | 23               |
| Collaudatori           |                   |                  |
| Nazione                | Nome              | Nome             |
| Spagna (bandiera)      | Pedro de la Rosa  | Pedro de la Rosa |
| Regno Unito (bandiera) | Gary Paffett      | Gary Paffett     |

## Stagione

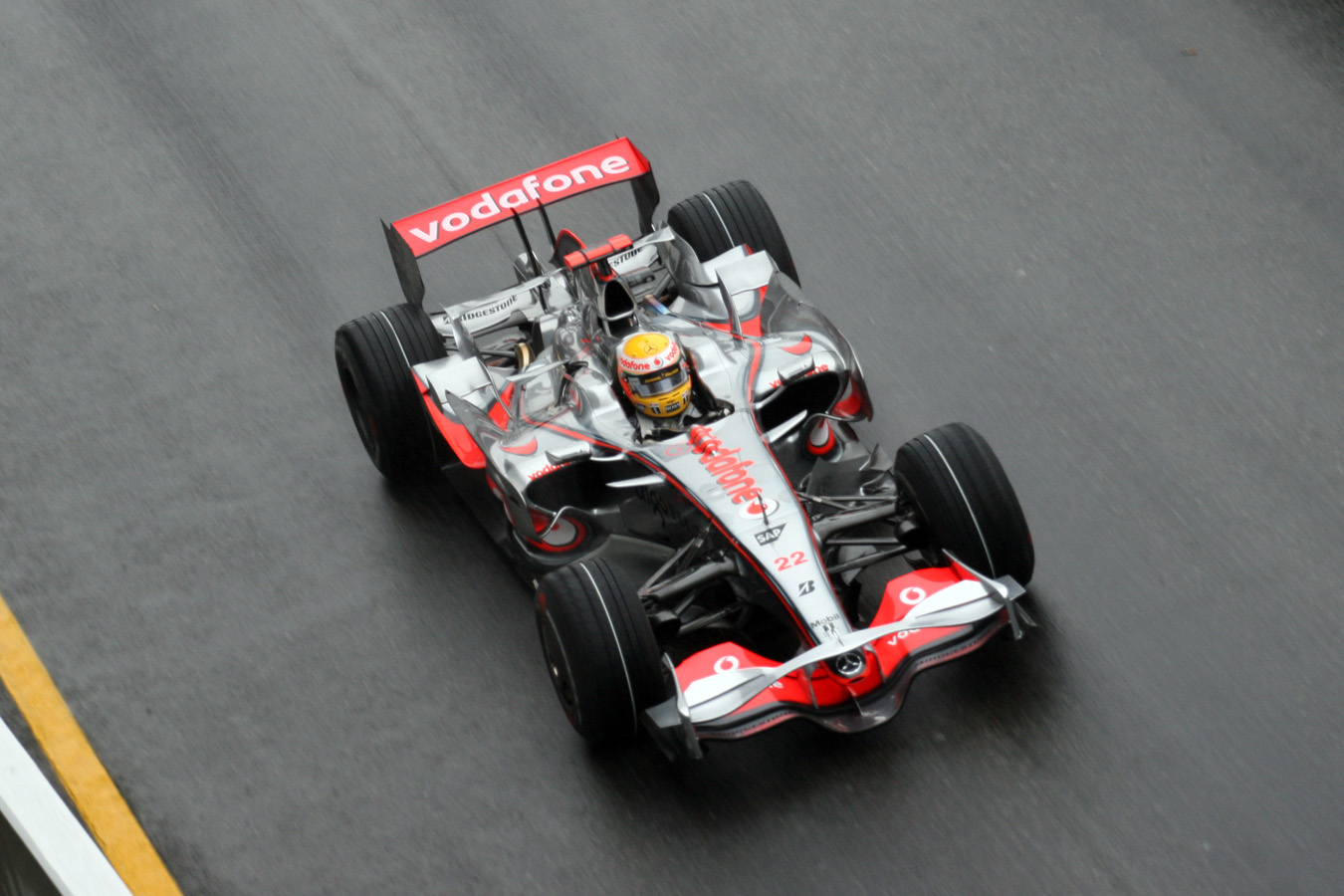
Lewis Hamilton alla guida della MP4-23 nel Gran Premio d'Italia

Dopo essere stata veloce e affidabile nei test pre-campionato, la McLaren si conferma tale anche nel campionato, a partire dal primo Gran Premio in Australia: nelle qualifiche Hamilton conquista la pole e Kovalainen la terza posizione dopo aver segnato il miglior tempo in tutte e 3 le manche. In gara non c'è storia, Hamilton guida in testa dal primo all'ultimo giro e vince mentre Kovalainen, fermatosi ai box mentre era secondo, chiude al quinto posto ottenendo anche il giro più veloce. In Malesia però, la rediviva Ferrari monopolizza prove e gara e il duo McLaren si deve accontentare della terza e quinta posizione finale, con un distacco di oltre 30 secondi dal vincitore; peggio ancora nel successivo appuntamento di Sakhir, dove i due alfieri del team di Woking devono fare i conti, oltre che con le rivali italiane, anche con le sorprendenti BMW Sauber che ottengono la pole e chiudono il Gran Premio con entrambe le vetture davanti a Kovalainen (che ottiene un altro giro veloce), mentre Hamilton compromette la sua corsa nei primi giri perdendo sette posizioni e rendendosi protagonista di un contatto dove danneggia il muso della vettura.
L'inglese riporta poi la MP4-23 a podio in Spagna e si ripete in Turchia, mentre il finnico ottiene un ritiro e un dodicesimo posto: dopo i primi cinque appuntamenti la McLaren è terza nel mondiale costruttori, scavalcata anche dalla BMW Sauber per sole due lunghezze. A Monaco però, Hamilton torna alla vittoria grazie anche alle condizioni di bagnato presenti sul tracciato mentre in Canada perde la vittoria per un suo errore in corsia box, che gli costa inoltre dieci posizioni di penalità da scontare nel Gran Premio di Francia.
A Silverstone sembra tornare la stessa McLaren del debutto di Melbourne, prova del fatto che Kovalainen domina le prove libere e ottiene la prima pole position in carriera, ma è Hamilton che poi sale sugli scudi con una schiacciante vittoria sul bagnato alla domenica, rifilando un minuto alle vetture seguenti e un giro dal quarto classificato in poi (compreso il suo compagno di box). Stesso epilogo anche ad Hockenheim dove il britannico guida con un ritmo superiore e vince nuovamente rimediando anche ad un errore di strategia da parte del suo muretto. La serie di vittorie sembra inarrestabile e prosegue anche in Ungheria, ma stavolta non con Hamilton: è infatti Kovalainen (fresco di rinnovo anche per il 2009) che taglia il traguardo da vincitore per la prima e unica volta in carriera grazie al clamoroso ritiro della Ferrari di Felipe Massa a tre giri dalla fine, diventando il terzo finlandese nella storia a riuscire nell'impresa dopo Keke Rosberg, Mika Häkkinen e Kimi Räikkönen.
Al rientro dalla pausa estiva, la rivale Ferrari torna però a vincere e riapre la lotta al titolo, con il team di Maranello che ha il chiaro intento di riconfermarsi sul tetto del mondo puntando stavolta su Massa che si aggiudica le seguenti due gare grazie anche a una penalità di 25 secondi, rimediata da Hamilton dopo la gara di Spa. Da Monza e nei successivi due appuntamenti incombe tuttavia una crisi di risultati che non porta nessuna delle due pretendenti alla vittoria, ma che permette a Hamilton di tenere la testa del mondiale giovando soprattutto di un errore di Massa ai box che gli costa la vittoria nella prima edizione del Gran Premio di Singapore. In Cina termina la crisi per la squadra inglese e l'anglo-caraibico torna alla vittoria, conquistando anche il secondo Grand Chelem in carriera.
Siamo al rush finale di Interlagos e l'iride è ancora da assegnare. A Hamilton basta un quinto posto per laurearsi campione mentre Massa deve vincere e sperare che Hamilton arrivi come minimo in sesta posizione. In qualifica il brasiliano si prende la pole e, con i favori del pronostico uniti al tifo del pubblico di casa, sembra destinato a vincere la corsa, che assegnerebbe alla Ferrari il titolo marche. Domenica 2 novembre parte il Gran Premio, (che si svolge su pista bagnata dopo l'acquazzone avvenuto la mattina stessa) con Hamilton che parte bene e per 65 giri si tiene nelle prime cinque posizioni, ma la pioggia è in procinto di tornare nelle prossime tornate ed è quindi costretto a fermarsi ai box per montare le coperture da bagnato, rimanendo 5° davanti alla Toro Rosso di Sebastian Vettel, che lo tallona a più riprese fino al giro 69, quando grazie a un errore alla curva Juncao, lo passa. 
Gli ultimi due giri sono thriller: La pioggia finalmente incombe, ma Hamilton non riesce a passare Vettel che, grazie al suo quinto posto, indirizzerebbe il titolo piloti verso Maranello, mentre Hamilton rivivrebbe una situazione analoga a quella del 2007, quando fu beffato da Kimi Räikkönen nello stesso circuito. Ha inizio anche il giro finale e la pista è ormai scivolosa a causa del bagnato, l'unico pilota nei primi 5 a non essersi fermato per montare le gomme da pioggia è Timo Glock, che però è quarto a 15 secondi di distacco; Massa intanto taglia il traguardo e vince, mentre al box del Cavallino ha già inizio la festa, ma è appena 40 secondi dopo che succede l'impensabile: Glock, andato in difficoltà con le gomme, viene passato alla Juncao dal duo Vettel-Hamilton che ha recuperato lo svantaggio in dodici curve, Hamilton arriva quindi sul traguardo in quinta posizione, diventando per la prima volta campione del Mondo (il più giovane di sempre all'età di 23 anni, 9 mesi e 26 giorni, record poi battuto da Vettel nel 2010). Il team festeggia attonito il titolo mondiale piloti che mancava dal 1999, mentre perde il titolo costruttori a discapito della Ferrari chiudendo comunque in seconda posizione. Si tratta dell'ultimo mondiale vinto dalla McLaren.

## Risultati F1
| Anno | Team                      | Motore                              | Gomme | Piloti     |   |   |    |     |    |   |     |    |   |   |   |   |    |   |    |     |     |   | Punti | Pos. |
| ---- | ------------------------- | ----------------------------------- | ----- | ---------- | - | - | -- | --- | -- | - | --- | -- | - | - | - | - | -- | - | -- | --- | --- | - | ----- | ---- |
| 2008 | Vodafone McLaren Mercedes | Mercedes-Benz FO108V, 2998cc V8 90° | B     | Hamilton   | 1 | 5 | 13 | 3   | 2  | 1 | Rit | 10 | 1 | 1 | 5 | 2 | 3  | 7 | 3  | 12  | 1   | 5 | 151   | 2º   |
| 2008 | Vodafone McLaren Mercedes | Mercedes-Benz FO108V, 2998cc V8 90° | B     | Kovalainen | 5 | 3 | 5  | Rit | 12 | 8 | 9   | 4  | 5 | 5 | 1 | 4 | 10 | 2 | 10 | Rit | Rit | 7 | 151   | 2º   |

| Legenda | 1º posto     | 2º posto | 3º posto    | A punti         | Senza punti/Non class.  | Grassetto – Pole position Corsivo – Giro più veloce |
| Legenda | Squalificato | Ritirato | Non partito | Non qualificato | Solo prove/Terzo pilota | Grassetto – Pole position Corsivo – Giro più veloce |